# 細川智栄子
細川 智栄子（ほそかわ ちえこ、1935年1月1日 - ）は、日本の漫画家。大阪府大阪市出身、血液型はB型（姉妹2人共血液型が同じ）。著書に著者名として共にクレジットされている“芙〜みん”（本名:細川芙美子/10月9日生まれ）は実妹。
2006年11月7日発売の週刊誌『女性自身』（通巻2282号）のシリーズ人間というインタビューにおいて、戦前生まれの71歳であることを明らかにした（実妹は5歳年下）。

## 経歴
1935年1月1日、新聞社に勤める細川定信・トク夫婦の長女として誕生。夫婦は長年子宝に恵まれず、定信は40歳になってようやく生まれた長女・知栄子を溺愛。数年後次女・芙美子が誕生するも、定信は終戦前の1942年頃47歳の若さで急逝し、細川姉妹は保育園で働く母親に育てられる。
1958年、「細川千栄子」名義で『くれないのばら』でデビュー。その後「細川知栄子」→「細川智栄子」に変更。
講談社『少女フレンド』、集英社『りぼん』、白泉社『花とゆめ』、小学館『少女コミック』などに執筆。『王家の紋章』は秋田書店『月刊プリンセス』1976年10月号から40年以上も続く大河連載。『アテンションプリーズ』はTBSのドラマを漫画化したものである。
1968年3月、『週刊女性セブン』編集部より成人向け女性週刊誌では初のストーリー漫画を導入したいとの依頼を受けて「ああ♥初恋」を連載した。
1988年頃に離婚。深夜に行う事が多かった漫画家の仕事と会社勤めの夫に合わせた家事に加え、74歳と高齢になった作者の母・細川トクが脳梗塞で倒れ要介護となり、作者がそれらの両立に必死に苦労している姿を目撃し、成人し母の仕事を手伝い始めていた夫婦の長女が「両親それぞれの幸せを望んだ（意訳）」とインタビューで両親の離婚の経緯を語っている。
1990年、『王家の紋章』で第36回小学館漫画賞少女部門受賞。
編集委員会の委員長を石ノ森章太郎が務めた『日本漫画家名鑑500』にて、「アテンションプリーズ」・「伯爵令嬢」・「あこがれ」・「王家の紋章」の4作品の書影を代表作として掲載している（1992年時点）。

## 作品リスト

### 漫画作品
- くれないのばら（1958年『少女クラブ』夏休み増刊掲載、単行本未収録）
- 銀のバレー靴（1959年『少女クラブ』 お正月増刊掲載、単行本未収録）
- ふぶきのワルツ（1959年『少女クラブ』3月号掲載、単行本未収録）
- 赤いリボン（1959年『少女クラブ』4月号掲載、単行本未収録）
- 黒いこうもり（『少女クラブ』1959年5月号〜12月号連載、単行本未収録、原作：松井玲子）
- ふたりのねがい（1959年『少女クラブ』夏休み増刊連載、単行本未収録）
- 二つの舞いおうぎ（1960年『少女クラブ』お正月増刊連載、単行本未収録）
- 母の名よべば（『少女クラブ』1960年1月〜1961年12月連載、単行本未収録、原作：春名誠一）
- 白菊のふえ（1960年『少女クラブ』夏休み増刊連載、単行本未収録）
- 友情のともしび（1961年『少女クラブ』お正月増刊連載、単行本未収録）
- 2つのバレー服（1961年『少女クラブ』夏休み増刊連載、単行本未収録、原作：八木基克）
- ふたりの白鳥（『少女クラブ』1962年1月号〜12月号連載、単行本未収録、原作：春名誠一）
- 白ゆりのように（1962年『少女クラブ』お正月増刊連載、単行本未収録）
- みずうみ（1962年『少女クラブ』夏休み増刊連載、単行本未収録）
- ロンと赤いくつ（1963年『なかよし』お正月増刊連載、単行本未収録）
- なくなパリっ子（『週刊少女フレンド』1963年20号〜1964年12号連載、『泣くなパリっ子』収録、原作：生田直親）
- 星のナギサ（『週刊少女フレンド』1964年31号〜1965年1号連載、単行本未収録、原作：加納一朗）
- 雪姫物語（1965年『週刊少女フレンド』4月号連載、単行本未収録）
- 東京シンデレラ（『週刊少女フレンド』1965年8号〜1966年16号連載、単行本未収録、原作：生田直親）
- リサのひとみ（1965年『別冊少女フレンド』夏号連載、単行本未収録）
- 真珠の首かざり（1965年『別冊少女フレンド』秋号連載、単行本未収録）
- なみだの京舞い（1966年『別冊少女フレンド』1月号連載、単行本未収録、原作：生田直親）
- ごめんなさい 由紀ちゃん（1966年『別冊少女フレンド』5月号連載、単行本未収録、原作：生田直親）
- 真珠のいのち（1966年『週刊少女フレンド』23号〜40号連載、単行本未収録、原作：津田幸夫）
- はじめてのやくそく（1966年『別冊少女フレンド』11月号連載、単行本未収録）
- バラのゆくえは 第1部（『週刊少女フレンド』1966年43号〜1967年10号連載、単行本未収録、原作：生田直親）
- バラのゆくえは 第2部（『週刊少女フレンド』1967年13号〜32号連載、単行本未収録、原作：生田直親）
- わすれな草（1967年『別冊少女フレンド』8月号連載、単行本未収録）
- おしゃれな逃亡者（『週刊少女フレンド』1967年37号〜1968年1号連載、単行本未収録、原作：生田直親）
- FIRST LOVE 初恋（1968年『別冊少女フレンド』1月号連載、単行本未収録）
- あこがれ（『週刊少女フレンド』1968年3号〜1969年26号連載、単行本全5巻）
  - 『花嫁衣裳は誰が着る』のタイトルでドラマ化
- ああ♥初恋（1968年『女性セブン』3月6日号〜3月20日号連載全3回、単行本未収録）
- 愛のちかい（1968年『別冊少女フレンド』6月号連載、単行本未収録）
- わたしのポピー（1968年『なかよし』8月号連載、単行本未収録）
- おとめのいのり（1968年『別冊少女フレンド』9月号連載、単行本未収録）
- 愛のひとみ（1969年『別冊少女フレンド』1月号連載、単行本未収録）
- ぼくの天使（1969年『別冊少女フレンド』4月号連載、『あこがれ』第5巻収録）
- マイ♥ラブ（『週刊少女フレンド』1969年34号〜1970年17号連載、単行本未収録）
- 風の中のわたし（1969年『別冊少女フレンド』10月号連載、単行本未収録、原作：松本香鶴）
- パリのロマンス（1970年『別冊少女フレンド』1月号連載、単行本未収録）
- スペインの花嫁（1970年『りぼん』8月号7pオールカラー連載、単行本未収録、原作：山下喬子）
- 愛の泉（『週刊少女コミック』1970年9号〜1971年26号連載、単行本全5巻）
- アテンションプリーズ（『週刊少女コミック』1970年21号〜1971年18号連載、単行本全2巻、原作：上條逸雄）
- テレサの美しき世界（『なかよし』1970年12月号〜1971年2月号全ページカラー絵物語、単行本未収録、原作：一ノ木アヤ）
- ゆめみる恋（『週刊少女フレンド』1971年34号〜1972年14号連載、単行本未収録）
- さくら舞う春の日に（1972年『別冊少女フレンド』2月号連載、単行本未収録）
- 春をまつ恋（1972年『なかよし』4月号付録、単行本未収録）
- まぼろしの花嫁（1972年『週刊少女コミック』23号連載、単行本全1巻）
- 花のロマンス（『週刊少女フレンド』1972年36号〜41号第1部連載、1972年45号〜1973年5号第2部連載、単行本未収録）
- 愛は空のかなたに（1972年『週刊少女コミック』10月号連載、『ヴェニスの恋』収録）
- 愛の序曲（『週刊少女コミック』1973年23号〜37号連載、単行本未収録）
- 愛のアンジェラス（1973年『別冊なかよし』5月号連載、単行本未収録）
- 黒い微笑（『週刊少女コミック』1974年24号〜1975年10号連載、単行本全4巻）
- 春の日に愛を（1975年『週刊少女フレンド増刊』新春デラックスコミック満載号連載、単行本全1巻）
- シンデレラの森（『プリンセス』1975年2月号〜1976年6月号連載、単行本全3巻、原作：暮山みどり）
- 野ばら咲く道（『週刊少女フレンド』1975年5月25日増刊連載、『あこがれ』第5巻収録）
- ヴェニスの恋（『花とゆめ』1975年17、18号連載、単行本全1巻）
- 麗しのメリーさん（『プリンセス』1975年10月号連載、『王家の紋章』第1巻収録）
- めぐりあい（1976年『週刊少女コミック』連載、『春の日に愛を』と『王家の紋章』第2巻収録）
- 事件発生ナナにおまかせ（1976年『別冊少女コミック増刊ちゃお』5月号連載、単行本未収録）
- 青春の風とわたし（1976年『週刊少女コミック』34号連載、単行本未収録）
- 王家の紋章（1976年『プリンセス』10月号〜現在も連載中）
- 久遠の流れに…（1976年『ビバプリンセス』夏季号連載、『王家の紋章』第11巻収録）
- 花の劣等生ナナにおまかせシリーズその2（1976年『別冊少女コミック増刊ちゃお』11月号連載、単行本未収録）
- 桜田淳子物語「がんばり屋淳子」（『桜田淳子 101ひみつ』収録）
- ハ〜イ! 夢です（1977年『週刊少女コミック』10号〜17号連載、単行本全1巻）
- 永遠に愛を（1977年『別冊ビバ・プリンセス』秋の号連載、単行本未収録）
- あかねさす紫の花（『劇画タカラヅカ名作10選PART2』収録、原作：柴田侑宏）
- 伯爵令嬢（1979年『ひとみ』1月号〜2月号／4月号〜5月号収録、単行本全12巻）

### 小説挿絵・イラスト
- 花嫁衣裳は誰が着る（イラスト：細川知栄子、文：花井愛子）

### 画集ほか
- プリンセス ロマン デラックス・細川知栄子イラスト集 「王家の紋章」 永久保存版 （秋田書店 1982年(昭和57年)7月15日発行） 雑誌 61043-03
- 連載30周年記念 「王家の紋章」 公式ファンブック （秋田書店 2007年7月13日発売） ISBN 978-4-253-19149-4
- キャロルの秘密 「王家の紋章」研究本 （近代映画社 2000年6月発売） ISBN 978-4-764-81915-3
- 王家の紋章 イラスト集（秋田書店 2022年6月16日発売） ISBN 978-4-253-10134-9